# Нориел Вилела
Нориел Вилела, известен като „Тенора на самбата“, е бразилски певец.
Започва кариерата си като член на група „Канторес де Ѐбано“ през 50-те години на XX век, където неговият дълбок басов глас се откроява със своята сила. През 1969 година издава единствения си соло албум, „Só o Ôme“. Той включва песента-визитка на певеца „16 Toneladas” (Шестнадесет тона), кавър версия на песента на Ърни Форд и Мърл Травис „Sixteen Tons”.
Умира през 1974 година в резултат от алергична реакция към анестезия, осъществена от зъболекаря му.
Музиката му е оценявана, като се радва на завидна почит сред феновете. През 2014 година „16 Toneladas” е включена в реклама на известна марка бира.